# Xue Chen
Xue Chen (chiń. 薛晨; pinyin Xuē Chén; ur. 18 lutego 1989 w Fuzhou) – chińska siatkarka plażowa. Brązowa medalistka Igrzysk Olimpijskich 2008. Mistrzyni świata ze Starych Jabłonek 2013. Zwyciężczyni kilkunastu turniejów siatkówki plażowej. Była liderka światowego rankingu FIVB. Obecnie występuje w parze z Zhang Xi.

## Wygrane turnieje
| Lp. | Rok  | Miejsce  | Przeciwnicy w finale              | Wynik finałowy            | Źródło |
| --- | ---- | -------- | --------------------------------- | ------------------------- | ------ |
| 1.  | 2006 | Szanghaj | Tian Jia/Wang Jie                 | 2:0 (23:21, 21:14)        | [ 1 ]  |
| 2.  | 2006 | Phuket   | Tian Jia/Wang Jie                 | 2:0 (21:18, 21:15)        | [ 2 ]  |
| 3.  | 2008 | Seul     | Shelda Bede/Ana Paula Henkel      | 2:0 (21:15, 21:12)        | [ 3 ]  |
| 4.  | 2008 | Moskwa   | Nicole Branagh/Elaine Youngs      | 2:0 (21:8, 21:18)         | [ 4 ]  |
| 5.  | 2010 | Moskwa   | Jennifer Kessy/April Ross         | 2:0 (21:17, 21:19)        | [ 5 ]  |
| 6.  | 2010 | Åland    | Juliana Felisberta/Larissa França | 2:1 (18:21, 21:12, 15:12) | [ 6 ]  |
| 7.  | 2010 | Sanya    | Sara Goller/Laura Ludwig          | 2:0 (22:20, 22:20)        | [ 7 ]  |
| 8.  | 2011 | Åland    | Misty May-Treanor/Kerri Walsh     | 2:1 (21:16, 17:21, 15:9)  | [ 8 ]  |
| 9.  | 2011 | Phuket   | Jennifer Kessy/April Ross         | 2:0 (21:16, 21:14)        | [ 9 ]  |
| 10. | 2012 | Brasília | Maria Antonelli/Talita Rocha      | 2:0 (21:17, 21:15)        | [ 10 ] |
| 11. | 2012 | Szanghaj | Maria Antonelli/Talita Rocha      | 2:0 (21:17, 21:18)        | [ 11 ] |
| 12. | 2012 | Moskwa   | Misty May-Treanor/Kerri Walsh     | 2:0 (21:14, 21:14)        | [ 12 ] |
| 13. | 2013 | Fuzhou   | Elsa Baquerizo/Liliana Fernandez  | 2:0 (21:14, 21:10)        | [ 13 ] |